# Бакирівська сільська рада
Баки́рівська сільська́ ра́да — колишній орган місцевого самоврядування в Охтирському районі Сумської області. Адміністративний центр — село Бакирівка.

## Загальні відомості
- Населення ради: 645 осіб (станом на 2001 рік)

## Населені пункти
Сільській раді були підпорядковані населені пункти:
- с. Бакирівка
- с. Залісне
- с. Литовка

## Склад ради
Рада складалася з 14 депутатів та голови.
- Голова ради: Чернова Людмила Євгеніївна
- Секретар ради: Кас'яненко Інна Юріївна

### Керівний склад попередніх скликань
| Прізвище, ім'я, по батькові | Основні відомості                                                                     | Дата обрання | Дата звільнення |
| --------------------------- | ------------------------------------------------------------------------------------- | ------------ | --------------- |
| Чернова Людмила Євгеніївна  | Сільський голова, 1965 року народження, освіта вища, член Української Народної Партії | 26.03.2006   | 31.10.2010      |
| Чернова Людмила Євгеніївна  | Сільський голова, 1965 року народження, освіта вища, позапартійна                     | 31.10.2010   |                 |

Примітка: таблиця складена за даними сайту Верховної Ради України